# 류경 (웹사이트)
류경은 조선민주주의인민공화국의 웹사이트이다.

## 언어
- 한국어
- 영어
- 프랑스어
- 스페인어
- 러시아어
- 중국어

## 다른 웹사이트
- 조선중앙통신
- 로동신문
- 광야
- 조선료리
- 조선의 소리
- 미래
- 조선교육후원기금
- 내나라
- 조선국제청소년려행사
- 만물상
- 외무성
- 금융정보국
- 조선의 출판물
- 김일성종합대학
- 김책공업종합대학
- 고려항공
- 조선의 무역
- 청년전위
- 조선민족보험총회사
- 조선관광
- 조선체육
- The Pyongyang Times
- 조선사회과학자협회

## 같이 보기
- 조선민주주의인민공화국
- 인터넷
- 홈페이지
- 웹
- 웹사이트
- 사이트
- 정보